# Aube (Orne)
Aube é uma comuna francesa na região administrativa da Normandia, no departamento Orne. Estende-se por uma área de 5,74 km². Em 2010 a comuna tinha 1 324 habitantes (densidade: 230,7 hab./km²).